# NGC 1913
NGC 1913 is een open sterrenhoop in het sterrenbeeld Goudvis. Het hemelobject werd ontdekt door de Britse astronoom John Herschel.

## Synoniemen
- ESO 56-SC97